# ایر کوستا
ایر کوستا (به انگلیسی: Air Costa) یک شرکت هواپیمایی با کد یاتا LB است. دفتر مرکزی ایر کوستا در ویجیاوادا واقع شده‌است و به ۹ مقصد، پرواز انجام می‌دهد.